# Mayaguez-incidens
A Mayaguez-incidens 1975. május 12-én kezdődött, amikor a kambodzsai vörös khmer egységek elfoglalták a Mayaguez nevű amerikai kereskedelmi hajót. Az amerikai tengerészgyalogosok mentőakciója a vártnál jóval nagyobb ellenállásba ütközött, és mint később kiderült: nagyrészt felesleges volt. A vörös khmerek ugyanis már szabadon engedték foglyaikat, amikor az amerikaiakat szállító helikopterek a támadási területre értek. Az Egyesült Államok légiereje ugyan Lon Nol tábornok 1970-es puccsa után éveken át támadta a vietnámi és kambodzsai kommunisták állásait, a Mayaguez visszafoglalása volt az első valódi fegyveres összecsapás a két fél között.

## A hajó elfoglalása
A hajó 1975. május 7-én indult Hongkongból Szingapúrba,
fedélzetén 274 darab 12 méter hosszú konténerrel. Öt nappal később a Mayaguez nemzetközi vizeken haladt, nagyjából 90 kilométerre Kambodzsa partjaitól, viszont alig több mint tíz kilométerre egy vitatott hovatartozású szigettől, amelyet egyaránt magáénak mondott Kambodzsa, Vietnám és Thaiföld. Délután néhány a kambodzsai kommunisták kezében lévő amerikai gyártmányú (PCF Swift) őrhajó indult a szigetről a Mayaguez felé, és 14 órakor az egyik figyelmeztető lövést adott le.
Charles T. Miller kapitány lelassított, és leadta a vészjelzést. A fedélzetre felmászó vörös khmerek arra utasították a kapitányt, hogy induljon Kompong Szom felé. Az amerikai tengerészek nem tudták, hogy április közepe óta a vörös khmerek több hasonló akciót hajtottak végre különböző nemzetiségű halász- és szállítóhajók ellen. A hajó legénységét egy közeli szigetre vitték.
A helyszínre érkező amerikai repülő személyzete a sötétben nem látta a Mayaguezt, de a radaron jól látszott egy nagy, és az azt kísérő két kisebb hajó sziluettje.

## Előkészületek
Az amerikai kormány, amely nem állt diplomáciai kapcsolatban a vörös khmerekkel, úgy döntött, hogy fegyveres erővel szerzi vissza a hajót. Az amerikaiakat szorította az idő, ugyanis a legénység kiszabadítása sokkal nehezebb feladat lett volna, ha a vörös khmerek Kambodzsába jutnak velük. A Fülöp-szigetekről repülőgépek szálltak fel, hogy folyamatosan szemmel tartsák az elfogott kereskedelmi hajót.
A haditengerészet egyik P–3 Orion típusú repülője azt jelentette, hogy a hajó 40 kilométerre a kambodzsai partoktól horgonyt vetett a Koh Tang-sziget közelében. Több megfigyelő repülőt eltaláltak a szigetről. Washington utasította a Coral Sea anyahajót és más haditengerészeti egységeket, hogy teljes sebességgel induljanak a Thai (Sziámi)-öböl felé.
Politikai helyzet – 1975 májusára az Amerikai Egyesült Államok már kivonult Vietnámból, és ezzel hivatalosan véget ért a vietnámi háború. A Pol Pot vezette kambodzsai kommunista mozgalom, a vörös khmerek 1975. április 17-én bevonultak az ország fővárosába, Phnompenbe, és ezzel a korrupt Khmer Köztársaság összeomlott. A fővárost a vörös khmerek kiürítették, lakóit vidékre száműzték, hogy mezőgazdasági munkát végezzenek.
A támadásra öt különböző terv készült. Gerald Ford amerikai elnök egy légitámadással kiegészített tengerészgyalogos akció mellett döntött. Ebben a tervben két hadihajó, egy repülőgép-hordozó, két tengerészgyalogos egység és 12 helikopter kapott szerepet. Az elnök úgy gondolta, a szükségesnél inkább nagyobb, mintsem kisebb erőt vonultassanak fel.
Sam H. Moore ellentengernagy önkénteseket kért a kereskedelmi flotta közelben álló tartózkodó hajóitól, akik a visszafoglalt Mayaguezt irányítani tudják. Május 13-án a Greenville Victory hat tengerészét a légierő egyik C-141-es gépe az Utapo légibázisra vitte, ahova már 1100 tengerészgyalogos érkezett a Fülöp-szigetekről és Okinaváról. A kereskedelmi tengerészek úgy vélték, hogy ha semmi nem hibásodott meg a Mayaguezen, akkor 2-6 óra alatt elindulhatnak vele.
A terv az volt, hogy a légierő megsemmisíti a Mayaguezt őrző kambodzsai hajókat, nehogy a szigetre vihessék foglyaikat, majd a tengerészgyalogosok lerohanják a teherhajót és helikopterekkel megtámadják a közeli Kao Tang-szigetet. Eközben a Coral Sea fedélzetéről felszálló harci gépek katonai célpontokra mérnek csapást, hogy a vörös khmerek lássák az amerikaiak eltökéltségét.

## Az akció

### Mayaguez

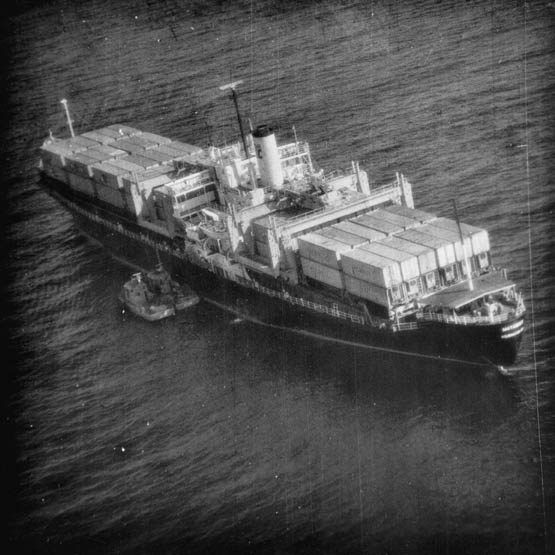
A Mayaguez és a vörös khmer őrhajók

Május 15-én hajnali háromkor a tengerészgyalogosokat, tűzszerészeket és a kereskedelmi hajósokat szállító három helikopter megérkezett a Harold E. Holt fregatthoz. Mivel a helikopterek túl nehezek voltak ahhoz, hogy leszálljanak a hajón, az akció résztvevői kötéllétrákon ereszkedtek a fedélzetre. A Holt a Mayaguez mellé áll, könnygázgránátokat dobtak át, majd 48 tengerészgyalogos megrohanta a hajót. Senkit nem találtak a fedélzeten. Reggel 8 órakor a kereskedelmi tengerészek is átmentek a Mayaguezre, és elindították a szükséggenerátort. 8.20-kor a tengerészgyalogosok felhúzták az amerikai zászlót. 10.45-kor a Holt vontatni kezdte a konténerszállítót.
Nagyjából ezzel egy időben Kaoh Tang-szigetről egy thaiföldi halászbárka indult a Henry B. Wilson rombolóhoz, fedélzetén a Mayaguez legénységének 39 tagjával és több, korábban elfogott thai hajóssal. Délre a Mayaguez tengerészei mind saját hajójukon voltak. Az önkéntesek este fél nyolckor hagyták el a teherhajót.

### A sziget
Reggel hatkor a támadó tengerészgyalogosokat szállító CH-53-as helikopterek megérkeztek Kaoh Tang északi csücskéhez. A vörös khmerek csak akkor kezdtek tüzelni a helikopterekre, amikor azok már egészen közel voltak. Az amerikai hadvezetés csak könnyű ellenállásra számított, ehelyett 150-200 jól felfegyverzett vörös khmer harcos várt rájuk. A kambodzsaiak az első hullámban érkező nyolc helikopterből hármat lelőttek, kettőt megrongáltak, amikor azok a leszállási zónába érkeztek. A helikopterekre 50 milliméteres gépágyúkból és gránátvetőkből nyitottak tüzet.
Fél nyolcra a tervezett 180 tengerészgyalogosból csak 109 volt a szigeten, három különböző helyszínen. A katonák a vörös khmer bunkerek által fedezett épületben feltételezték a túszokat. Fél 12-kor további száz tengerészgyalogos érkezett. A tervek szerint 250-en jöttek voltak a második hullámban, de csak négy helikopter állt rendelkezésre. A délről érkező kambodzsai erősítést harci gépek állították meg. Miután kiderült, hogy a Mayaguez legénysége épségben van, megkezdődött a visszavonulás. Az utolsó helikopter 20 órakor szállt fel. Csak későn derült ki, hogy három tengerészgyalogos a szigeten maradt, őket néhány nap múlva megölték a kommunisták. A harcokban összesen 18 tengerészgyalogos halt meg.